# Adrián Diéguez
Adrián Diéguez Grande (Madrid, 4 febbraio 1996) è un calciatore spagnolo, difensore dello Radomiak Radom.

## Caratteristiche tecniche
È un difensore centrale.

## Carriera
È cresciuto nelle giovanili del Getafe.

## Statistiche
Statistiche aggiornate al 19 ottobre 2024.

### Presenze e reti nei club
| Stagione           | Squadra            | Campionato         | Campionato | Campionato | Coppe nazionali | Coppe nazionali | Coppe nazionali | Coppe continentali | Coppe continentali | Coppe continentali | Altre coppe | Altre coppe | Altre coppe | Totale | Totale | Totale |
| Stagione           | Squadra            | Comp               | Pres       | Reti       | Comp            | Pres            | Reti            | Comp               | Pres               | Reti               | Comp        | Pres        | Reti        | Pres   | Reti   |        |
| ------------------ | ------------------ | ------------------ | ---------- | ---------- | --------------- | --------------- | --------------- | ------------------ | ------------------ | ------------------ | ----------- | ----------- | ----------- | ------ | ------ | ------ |
| 2016-gen. 2017     | Alcorcón           | SD                 | 5          | 0          | CR              | 1               | 0               | -                  | -                  | -                  | -           | -           | -           | 6      | 0      |        |
| gen.-giu. 2017     | Fuenlabrada        | SDB                | 16+2       | 0          | CR              | -               | -               | -                  | -                  | -                  | CFE         | 5           | 0           | 23     | 0      |        |
| 2017-2018          | Alavés B           | TD                 | 0          | 0          | -               | -               | -               | -                  | -                  | -                  | CFE         | 1           | 1           | 1      | 1      |        |
| 2017-2018          | Alavés             | PD                 | 6          | 0          | CR              | 5               | 0               | -                  | -                  | -                  | -           | -           | -           | 11     | 0      |        |
| 2018-gen. 2019     | Alavés             | PD                 | 0          | 0          | CR              | 2               | 0               | -                  | -                  | -                  | -           | -           | -           | 2      | 0      |        |
| Totale Alavés      | Totale Alavés      | Totale Alavés      | 6          | 0          |                 | 7               | 0               |                    | -                  | -                  |             | -           | -           | 13     | 0      |        |
| gen.-giu. 2019     | Huesca             | PD                 | 9          | 0          | CR              | -               | -               | -                  | -                  | -                  | -           | -           | -           | 9      | 0      |        |
| 2019-2020          | Alcorcón           | SD                 | 32         | 1          | CR              | 0               | 0               | -                  | -                  | -                  | -           | -           | -           | 32     | 1      |        |
| Totale Alcorcon    | Totale Alcorcon    | Totale Alcorcon    | 37         | 1          |                 | 1               | 0               |                    | -                  | -                  |             | -           | -           | 38     | 1      |        |
| 2020-2021          | Fuenlabrada        | SD                 | 34         | 2          | CR              | 2               | 1               | -                  | -                  | -                  | -           | -           | -           | 36     | 3      |        |
| 2021-2022          | Fuenlabrada        | SD                 | 35         | 0          | CR              | 3               | 0               | -                  | -                  | -                  | -           | -           | -           | 38     | 0      |        |
| Totale Fuenlabrada | Totale Fuenlabrada | Totale Fuenlabrada | 85+2       | 2+0        |                 | 5               | 1               |                    | -                  | -                  |             | 5           | 0           | 97     | 3      |        |
| 2022-2023          | Ponferradina       | SD                 | 30         | 0          | CR              | 0               | 0               | -                  | -                  | -                  | -           | -           | -           | 30     | 0      |        |
| 2023-2024          | Jagiellonia        | EK                 | 30         | 0          | CP              | 5               | 0               | -                  | -                  | -                  | -           | -           | -           | 35     | 0      |        |
| 2024-2025          | Jagiellonia        | EK                 | 9          | 0          | CP              | 0               | 0               | UCL+UEL+UECL       | 4+1                | 0+1+0              | -           | -           | -           | 15     | 1      |        |
| Totale Jagiellonia | Totale Jagiellonia | Totale Jagiellonia | 39         | 0          |                 | 5               | 0               |                    | 6                  | 1                  |             | -           | -           | 50     | 1      |        |
| Totale carriera    | Totale carriera    | Totale carriera    | 208        | 3          |                 | 18              | 1               |                    | 6                  | 1                  |             | 6           | 1           | 238    | 6      |        |

## Palmarès
- Campionato polacco: 1

Jagiellonia: 2023-2024